# Alliance pour les chiffres de la presse et des médias
L'Alliance pour les chiffres de la presse et des médias (ACPM) est une association professionnelle française dont le rôle est de certifier la diffusion, la distribution et le dénombrement des journaux, périodiques et de tout autre support de publicité.
Jusqu'en décembre 2015, elle était nommée OJD (Office de justification de la diffusion), qui reste aujourd'hui une marque déposée de l'association.

## Historique
« Bien avant la Seconde Guerre mondiale, en 1922, les industriels annonceurs avaient pensé qu'un système métrique était indispensable pour mesurer la véracité des chiffres de tirage annoncés par la Presse, et ont encouragé l'initiative que prenait avec courage Martial Buisson. L'OJT (Office de justification des tirages) est devenu en 1948 l'OJD (Office de justification de la diffusion), car seule la diffusion est la base de toute négociation honnête. Secrétaire général, Martial Buisson, aidé dans cette lourde tâche par Jean Bonherbe, accède à la Présidence jusqu'en 1971. »

— Michel Cazé, président d'honneur de l'UDA, membre fondateur de l'OJD (article paru[Où ?] en 1977).
En 1963, le même Martial Buisson crée à Stockholm la Fédération internationale de toutes les OJD, l'IFABC, dont il sera également le président d'honneur.
En 2005, Diffusion contrôle prend le nom « OJD », correspondant au sigle utilisé depuis 1946.
De 1995 à janvier 2015, l'OJD est dirigé par Patrick Bartement. En mars 2015, Philippe Rincé, précédemment directeur général adjoint est nommé directeur général.
Au printemps 2015, un processus de rapprochement entre l'OJD et de la SAS AudiPresse (structure de mesure d'audience de la Presse, créée en 1992) est initié,. Le rapprochement par fusion des deux structures devient effectif au début de l'année 2016.
Lors de son assemblée générale extraordinaire du 8 décembre 2015, la fusion d'AudiPresse et OJD est votée ainsi que le changement de dénomination : Alliance pour les chiffres de la presse et des médias (ACPM). « L’ACPM reprend le meilleur de l’OJD et d’AudiPresse (Pierre Conte) ». La marque OJD est conservée et représente de façon générique toutes les certifications de dénombrement effectuées par l'ACPM. Quant à la mesure (ONE) d'Audipresse, elle évolue pour intégrer l’ensemble des canaux de distribution.
Lors de ce même conseil d'administration du 8 décembre 2015, Pierre Conte est nommé président, Stéphane Bodier vice-président, Philippe Rincé et Nicolas Cour directeurs généraux.
En octobre 2016, Gautier Picquet succède à Pierre Conte.
En avril 2018, dans le cadre du départ à la retraite de Philippe Rincé, l'assemblée générale de l'ACPM désigne Nicolas Cour comme directeur général de l'ACPM. Il est assisté dans sa tâche par deux directeurs, Jean Paul Dietsch, directeur de l’ACPM/OJD chargé de la réalisation des certifications, et Gilbert Saint Joanis, Directeur des études chargé de la mesure d'audience ONE de la recherche et des études.
En janvier 2020, après une nouvelle modification des statuts, le conseil d'administration nomme Maud Lévrier, directrice déléguée du Groupe Sipa - Ouest-France, comme vice-présidente de l'ACPM, Stéphane Bodier en remplacement de Nicolas Cour en tant que directeur général de l'ACPM et Jean-Paul Dietsch comme directeur général adjoint.
En mars 2025, Gautier Picquet démissionne de la présidence de l'ACPM. La vice-présidente Maud Lévrier assure l'intérim. Le 29 avril 2025, le conseil d'administration de l'ACPM nomme Jean-Luc Chetrit à la présidence de l'ACPM.

### Dénomination
Selon l'article 1 de ses statuts, l'association a successivement porté les noms de :
- Office de justification des tirages des organes quotidiens et périodiques (à partir de sa création en 1922), souvent abrégé en « OJT » ;
- Office de justification de la diffusion des supports de publicité (à partir de 1946), habituellement abrégé en « OJD » ;
- Diffusion contrôle (à partir de 1992), le sigle restant couramment utilisé ;
- OJD à partir du 1er janvier 2005 ;
- Alliance pour les chiffres de la presse et des médias, abrégé « ACPM », à compter du 8 décembre 2015.

## Fonctionnement
Les chiffres de l'ACPM/OJD sont utilisés pour l'élaboration des tarifs de publicité des supports certifiés. Ils servent aussi, dans de nombreux cas, de base de référence pour les pouvoirs publics, l'administration ou les tribunaux lorsque se pose la question de connaître avec exactitude la diffusion de certains supports.
La quantité diffusée donne une indication sur l'importance du titre et sert de repère pour les annonceurs.
L'ACPM/OJD, à travers son bureau numérique, a décidé également de mesurer la fréquentation des sites web, des applications mobiles et tablettes. L'objectif étant toujours de proposer un indicateur comparable et fiable entre les différents supports. Toujours dans le bureau numérique, l'ACPM/OJD certifie également depuis 2014 la diffusion des radios numériques. Pour ce faire, l'ACPM/OJD a labellisé une dizaine d'outils utilisant la technologie dite des marqueurs « TAG ». Seuls ces outils sont habilités à être utilisés pour mesurer la fréquentation des supports numériques souhaitant obtenir la certification de leur trafic. Les indicateurs proposés à la certification sont pour le moment le nombre de visites et le nombre de visiteurs uniques.
Depuis janvier 2018, l'ACPM/OJD ouvre le contrôle de la diffusion des sports pour les écrans d'affichages digitaux extérieurs : DOOH Trust (DOOH pour « Digital out-of-home »).
Depuis mars 2017, l'ACPM a également mis en place une formation destinée aux jeunes professionnels des agences médias pour mieux comprendre et appréhender le média Presse. Lors de sa première édition, la formation Good morning la presse, a été dispensée auprès de plus 300 participants.
Depuis 2019, l'ACPM, accompagnée du CESP, opère les contrôles dans le cadre de l’attribution du Label Digital Ad Trust.
En juin 2020, l'ACPM lance une certification de diffusion des podcasts.